# Birkenau (Germania)
Birkenau è un comune tedesco di 9 926 abitanti,, situato nel Land dell'Assia.